# Teixeira Rego
José Augusto Ramalho Teixeira Rêgo, conhecido como Teixeira Rego (Matosinhos, 1881 - Matosinhos, 1934) foi um escritor, jornalista e filósofo português.

## Biografia
Amigo e discípulo de Sampaio Bruno, Teixeira Rego foi professor de Filosofia e de Literatura Portuguesa na Faculdade de Letras da Universidade do Porto, a convite de Leonardo Coimbra.
Membro do movimento da Renascença Portuguesa, foi diretor do jornal O Debate.

## Obras principais
- Pequena Antologia Clássica (1916)
- Nova Teoria dos sacrifícios (1918)